# 黃則修
黃則修（1930年9月15日—2014年1月16日），是一位出生於臺灣臺北大加蚋的教育家、新聞記者及攝影家，筆名「老K」、「紫雲七郎」、「紫雲山人」，被稱作「臺灣攝影獨行俠」。

## 家族
黃則修為安溪紫雲黃氏在臺灣之第六代子孫，係清末大加蚋堡堡正黃塗生次子黃禮木之嫡七子。

## 求學歷程
黃則修在1940年代後期求學於臺北師範學校，並就教於國分直一、立石鐵臣。

## 職業生涯
1951年兼任日本朝日新聞社攝影記者。1960年代初期，黃則修先後舉行「龍山寺」（1961年）、「被遺忘的樂園——野柳」（1962年）攝影展，譽為「台灣攝影史上『專題攝影展』的濫觴」。1968年，黃氏在擔任徵信新聞報（現中國時報）顧問期間為臺灣創印第一份彩色報紙，開世界平版彩色輪轉印刷報紙之先河，於1980年登「世界名人錄」。
此外，黃氏亦長期任教於實踐大學臺北校區，並帶領學生定期維護位在校內之石板屋建築。

## 連結
- 黃則修的Facebook專頁